# Papier wartościowy (finanse)

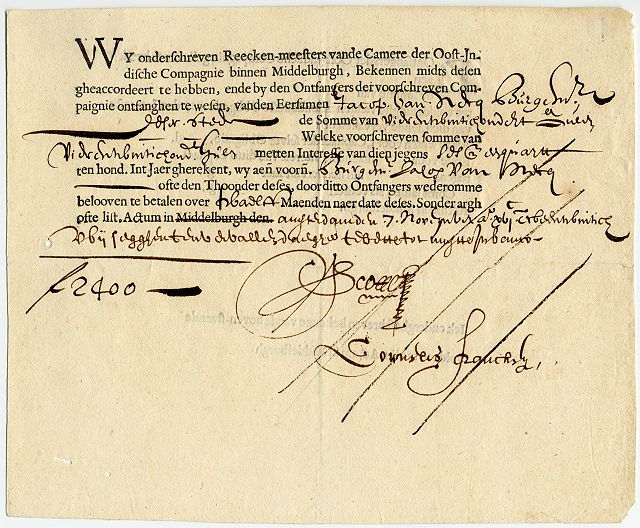
Papier wartościowy (obligacja) Holenderskiej Kompanii Wschodnioindyjskiej z 1622 r.

Papier wartościowy – zbywalny dokument lub zapis w systemie informatycznym na rachunku papierów wartościowych, który ucieleśnia prawa majątkowe w taki sposób, że dane uprawnienia przysługują osobie wskazanej jako uprawniona w treści dokumentu (choćby jako okaziciel), a przedłożenie go jest warunkiem koniecznym i wystarczającym dla realizacji uprawnienia. Zniszczenie lub utrata dokumentu powoduje utratę uprawnień dopóki nie zostanie wydane postanowienie o umorzeniu dokumentu.
W teorii papierów wartościowych często używanym pojęciem jest inkorporacja (papier wartościowy X inkorporuje prawo majątkowe Y, „prawo podąża za dokumentem”). Inkorporowanymi prawami majątkowymi mogą być np. wierzytelności pieniężne, udziały, prawo rozporządzania towarem.
Papier wartościowy odróżnia się od znaku legitymacyjnego (np. bilet kolejowy, znak opłaty, polisa ubezpieczeniowa), który nie ucieleśnia praw majątkowych, a jedynie stanowi dowód zawarcia umowy czy też innego zdarzenia prawnego („dokument podąża za prawem”), identyfikuje uprawnionego lub konkretyzuje przysługujące mu świadczenie (np. kolejność udzielenia). Zniszczenie lub inna utrata znaku legitymacyjnego nie wyklucza – w przeciwieństwie do papierów wartościowych – możliwości wykazania uprawnień w inny sposób. Ponadto w przypadku papierów wartościowych, dłużnik co do zasady nie może powoływać się na zarzuty wynikające ze stosunku podstawowego (tj. łączącego wystawcę dokumentu z jego pierwszym odbiorcą). Do znaków legitymacyjnych stosuje się odpowiednio przepisy kodeksu cywilnego o papierach wartościowych (art. 92115 kodeksu cywilnego), więc np. spełnienie świadczenia do rąk posiadacza znaku zwalnia z zobowiązania.

## Papiery wartościowe w polskim prawie
Istota, funkcje i regulacja papierów wartościowych różnią się w zależności od systemu prawnego, w którym zostały emitowane. Wyróżnia się trzy typy systemów prawa papierów wartościowych: anglosaski, germański i romański. W Polsce przyjęty został, z niewielkimi modyfikacjami, system germański. Podstawą polskiego systemu papierów wartościowych są przepisy art. 9216–92116 kodeksu cywilnego. Poszczególne rodzaje papierów wartościowych są regulowane przez odpowiednie ustawy szczególne.
W polskiej nauce prawa wyróżnia się pięć teorii na temat chwili powstania papieru wartościowego:
- teoria kreacyjna – uprawnienie powstaje w chwili wystawienia dokumentu zgodnie z przepisami prawa (zazwyczaj przez podpisanie lub zaopatrzenie w faksymile podpisu),
- teoria emisyjna – dla powstania uprawnienia potrzebne jest wydanie dokumentu innej osobie,
- teoria dobrej wiary – uprawnienie powstaje, gdy podpisany dokument znajdzie się w rękach nabywcy w dobrej wierze,
- teoria umowna – wystawienie dokumentu i zawarcie umowy między wystawcą a odbiorcą dokumentu,
- teoria pozoru prawnego – wariant teorii umownej; nabywca w dobrej wierze jest chroniony przez założenie, że jeśli nawet umowa między wystawcą a odbiorcą nie została zawarta, lub była nieważna, to wystawca przez samo sporządzenie dokumentu stworzył pozór prawny skutecznego zobowiązania się do spełnienia określonego świadczenia.

W teorii prawa toczy się spór o obowiązywanie zasady numerus clausus papierów wartościowych. W przepisach kodeksu cywilnego pojęcie papieru wartościowego nie zostało zdefiniowane ani nie zostało wprost powiedziane, że papiery wartościowe można emitować wyłącznie na podstawie obowiązujących ustaw i w sposób w nich wskazany. Jednakże zdaniem wielu przedstawicieli nauki prawa pośrednio na obowiązywanie tej zasady wskazują mniejsze lub większe rygory formalne, jakimi zazwyczaj są obłożone dokumenty skuteczne erga omnes, tj. nie tylko pomiędzy stronami czynności prawnej.
Przepisy o obrocie instrumentami finansowymi na własny użytek konstruują definicję papierów wartościowych. Według tej definicji są nimi:
- akcje,
- prawa poboru,
- prawa do akcji,
- warranty subskrypcyjne,
- kwity depozytowe,
- obligacje,
- listy zastawne,
- certyfikaty inwestycyjne,
- inne zbywalne papiery wartościowe, tym inkorporujące prawa majątkowe odpowiadające prawom wynikającym z akcji lub z zaciągnięcia długu, wyemitowane na podstawie właściwych przepisów prawa polskiego lub obcego,
- inne zbywalne prawa majątkowe, które powstają w wyniku emisji, inkorporujące uprawnienie do nabycia lub objęcia papierów wartościowych określonych w poprzednich punktach lub wykonywane poprzez dokonanie rozliczenia pieniężnego (prawa pochodne).

Od listopada 2018 papiery wartościowe muszą być rejestrowane w Krajowym Depozycie Papierów Wartościowych. Obowiązek ten nie dotyczy weksli.

## Kryteria podziałów papierów wartościowych
Według rodzaju inkorporowanego prawa:
- wierzycielskie – weksel, czek, obligacja, list zastawny, świadectwo udziałowe NFI, publiczny papier wartościowy emitowany na podstawie przepisów o finansach publicznych i o banku centralnym (bon skarbowy, obligacja skarbowa, komunalny papier wartościowy, papier wartościowy NBP), bankowy papier wartościowy, warrant subskrypcyjny,
- udziałowe (korporacyjne) – akcja, certyfikat inwestycyjny,
- towarowe – konosament, dowód składowy;

według sposobu wskazania osoby uprawnionej oraz trybu zbywania papierów:
- imienne – zbywalne przez przelew,
- na okaziciela – zbywalne przez przeniesienie posiadania dokumentu,
- na zlecenie – zbywalne przez indos;

według posiadanego uprzywilejowania:
- uprzywilejowane – w przypadku akcji np. co do dywidendy, liczby głosów na walnym zgromadzeniu akcjonariuszy czy też w przypadku likwidacji spółki,
- nieuprzywilejowane.